# Neues kommunales Finanzmanagement
Unter dem Begriff Neues kommunales Finanzmanagement (NKF) in Nordrhein-Westfalen, Neues Kommunales Rechnungs- und Steuerungssystem (NKRS) in Hessen oder Neues kommunales Rechnungswesen (NKR) in Niedersachsen werden alle Bestrebungen zusammengefasst, die bisher nach dem Prinzip der Kameralistik geführten Finanzhaushalte der Kommunen (Landkreise, Städte und Gemeinden) auf das Prinzip der Doppik (Doppelte Buchführung in Konten) umzustellen. Das NKF/NKRS/NKR ist der finanzwirtschaftliche Teil des neuen Steuerungsmodells.
Hierbei findet eine Abbildung von Ressourcenverbräuchen und -aufkommen statt. Der kommunale Vermögensbestand wird nachgewiesen. Ziel der Reform ist es, die Steuerung der Kommunen von der so genannten Input- (Orientierung der Steuerung am Ressourceneinsatz) auf die Outputorientierung (Orientierung der Verwaltungssteuerung am Ergebnis der Verwaltungstätigkeit) umzustellen. Dabei kommen betriebswirtschaftliche Elemente wie Kontraktmanagement, Budgetierung oder Controlling zum Einsatz.
Im Unterschied zur kommunalen Kameralistik ist im Rahmen des NKF die Abbildung der Ressourcenverbräuche für alle Bereiche fest vorgeschrieben. Im Rahmen der kommunalen Kameralistik war dies zwar auch möglich, gesetzlich vorgeschrieben war es jedoch nur dort, wo die Ressourcenverbräuche über Gebühren von den Bürgern ganz oder teilweise unmittelbar refinanziert wurden (Kostenrechnenden Einrichtungen wie Wasserversorgung, Abwasserbeseitigung oder Friedhofswesen).
Im Rahmen der kommunalen Kameralistik wurden der Input und der Output im Haushaltsplan dokumentiert. Im Verfahren der Haushaltsplanaufstellung wurde von den Gemeinderäten zunächst der Output beschlossen (soll die Turnhalle gebaut werden, ja oder nein ?), in einem zweiten Schritt musste man sich hinsichtlich des Inputs einigen (wie viel Geld soll dafür ausgegeben werden?).
In einigen Bereichen hat dieses neue Steuerungsmodell Berührungspunkte mit dem New Public Management (NPM), das auf der Übernahme privatwirtschaftlicher Managementtechniken zielt.

## Elemente
Im NKF wird zwischen normiertem und unnormiertem Haushaltswesen unterschieden:
Das normierte Haushaltswesen enthält die Komponenten Finanzrechnung, Ergebnisrechnung und Bilanz. Es dient der besseren Vergleichbarkeit und Ergebnisorientierung und ist verpflichtend. Im Rahmen der Finanzrechnung werden alle Einzahlungen und Auszahlungen einer Periode erfasst, die Ergebnisrechnung enthält alle Erträge und Aufwendungen. Sowohl der Finanz- als auch der Ergebnisrechnung geht eine Planung voraus.
In der kommunalen Kameralistik ist dies anders. Dort wird alles in einer Auswertung (den Einzelplänen) dargestellt. Die Einzahlungen und Auszahlungen werden im Ist gebucht, in den Einzelplänen des Verwaltungshaushalts werden im Soll die Aufwendungen und Erträge dokumentiert.
Das unnormierte Haushaltswesen erlaubt es, zusätzliche Komponenten individuell zu ergänzen, etwa Kostenrechnung oder Controlling, um spezielle Bedürfnisse zu berücksichtigen.
Weiterhin wird die bisherige Trennung des "Konzernvermögens" in den Kernbereich einerseits und die Anteile z. B. an Eigengesellschaften und Sondervermögen andererseits aufgehoben.
Ein zentrales Element für die Berichterstattung über den „Konzern Kommune“ in den Gemeinde- bzw. Gemeindehaushaltsverordnungen ist der kommunale Gesamtabschluss. Dabei werden die Gemeinde, ihre verselbständigten Aufgabenbereiche und ihre Beteiligungen als wirtschaftliche Einheit betrachtet. Das wesentliche Ziel dabei ist, angelehnt am „einheitstheoretischen“ Gedanken der Konzernrechnungslegung, zu einer den tatsächlichen Verhältnissen entsprechenden Gesamtsicht über die Vermögens-, Finanz- und Ertragslage der Kommune zu kommen.
Im Rahmen der kommunalen Kameralistik sind Beteiligungen der Kommunen an Zweckverbänden, interkommunalen Gewerbegebieten udgl. im Kernhaushalt nur "rudimentär" zu erkennen.

### Ausgleichsrücklage
Die Ausgleichsrücklage ist neben der sog. allgemeinen Rücklage Teil des in der Bilanz ausgewiesenen Eigenkapitals. Weist die Abschlussbilanz eines Jahres ein negatives Saldo auf, kann die Ausgleichsrücklage um den Fehlbetrag vermindert werden und der Haushalt gilt rechtlich als ausgeglichen. Bei einem positiven Saldo kann die Ausgleichsrücklage entsprechend erhöht werden. Sie dient damit insbesondere der Abfederung von Schwankungen der Gewerbesteuererträge, sodass die Kommunen ihre Aufwendungen und Erträge nicht jährlich den teils starken Konjunkturschwankungen anpassen müssen und größere Planungssicherheit haben.

### Haushaltssicherung
Ist die Ausgleichrücklage aufgezehrt, so wird ein Fehlbetrag in der Abschlussbilanz der allgemeinen Rücklage entnommen. Der Haushalt muss in diesem Fall der Bezirksregierung zur Genehmigung vorgelegt werden. Wird die allgemeine Rücklage innerhalb eines Jahres um mehr als 25 Prozent oder in zwei aufeinanderfolgenden Jahren um jeweils mehr als 5 Prozent verringert, muss die Kommune ein Haushaltssicherungskonzept aufstellen, um den Haushalt zu sanieren.

## Zukünftige kommunale Rechnungslegung
Die ständige Konferenz der Innenminister und -senatoren der Länder (IMK) hat sich 2003 in Jena für ein Optionsmodell entschieden, das es den Ländern erlaubt, sowohl die Kameralistik als auch die Doppik als Rechnungsstil zu nutzen. Die IMK hat in diesem Zusammenhang Textentwürfe einer "Gemeindehaushaltsverordnung für ein doppisches Haushalts- und Rechnungswesen" (Doppik) und einer "Gemeindehaushaltsverordnung für die erweiterte kameralistische Buchführung" (Erweiterte Kameralistik) zur Umsetzung ausdrücklich empfohlen. Zu diesem Paket gehören außerdem ein kommunaler Produktrahmen mit dazugehörigen Erläuterungen und eine Empfehlung für den Kontenrahmen eines doppischen Rechnungswesen (Doppik = doppelte Buchführung in Konten).
Nach dem erklärten Willen der IMK soll durch die Reform des Gemeindehaushaltsrechts
- das kommunale Haushalts- und Rechnungswesen von der bislang zahlungsorientierten Darstellungsform auf eine ressourcenorientierte Darstellung umgestellt und

- die Steuerung der Kommunalverwaltungen statt durch die herkömmliche Bereitstellung von Ausgabeermächtigungen (Inputsteuerung) durch die Vorgabe von Zielen für die kommunalen Dienstleistungen (Outputsteuerung) ermöglicht werden.

Die IMK geht davon aus, dass „die Reform des kommunalen Haushaltsrechts einen grundlegenden Wandel der kommunalen Haushaltswirtschaft und der Kommunalverwaltungen bewirken wird“.
Mittlerweile liegen erste Erfahrungen vor. Auch der Rechnungshof Rheinland-Pfalz kommt in seinem Kommunalbericht 2011 auf den Seiten 45–72 zu dem Ergebnis, dass ein Nutzen der kommunalen Doppik noch nicht feststellbar sei.
Hagen Treber kommt in seinen Aufsätzen: Doppik – mehr Frust als Lust (KKZ 06/2009, S. 131 ff) und Doppik – aufwendig, teuer, unnütz (KKZ 09/2009, S. 201ff) sowie Herbert Morgenthal in Doppik – eine Reformruine zu ernüchternden Ergebnissen.
Der Optionsbeschluss von Jena hat zu einer sehr unterschiedlichen Entwicklung des Rechnungswesens in Deutschland geführt. Derzeit sind 3 Varianten der Reform erkennbar:
- die verpflichtende Einführung der Doppik als alleiniger Rechnungsstil zu einem Stichtag (z. B. Nordrhein-Westfalen, Rheinland-Pfalz, Niedersachsen, Saarland, Baden-Württemberg);

- ein Wahlrecht zwischen Doppik und Erweiterter Kameralistik (in Hessen ist dieses Wahlrecht bereits gesetzlich in der Gemeindeordnung verankert)

- ein Wahlrecht zwischen Doppik und bisheriger klassischer Kameralistik, die zum Teil um Nebenrechnungen ergänzt wird (Bayern, Thüringen).

In Nordrhein-Westfalen, Hessen, dem Saarland und Rheinland-Pfalz sind die Novellen der Gemeindeordnungen abgeschlossen und verabschiedet. Weitere Bundesländer bereiten Gesetzesinitiativen zur Neuordnung der kommunalen Haushaltswirtschaft vor oder befinden sich bereits in der Phase der Gesetzesberatung.
Bayern wird den Kommunen die Beibehaltung der bisherigen Kameralistik weiter gestatten, um finanzielle Ansprüche der Kommunen aus dem Konnexitätsprinzip zu vermeiden.

## Bewertung
Durch das NKF sollen Aussagen über Effektivität und Wirtschaftlichkeit stärker möglich und insbesondere die Politik mit steuerungsrelevanten Daten nach kaufmännischen Gesichtspunkten versorgt werden. Insbesondere soll durch die systematische Erfassung des Vermögens und der Schulden in einer Bilanz eine verbesserte Abbildung der Interessen nachfolgender Generationen erreicht werden. Zentraler Punkt ist die Entwicklung des Eigenkapitals (Vermögen abzüglich Schulden). Gelingt es, eine Erosion des Eigenkapitals zu verhindern, ist dies ein wichtiger Beitrag zur Stärkung der Nachhaltigkeit („Sustainability“) öffentlichen Handelns.
Der Kameralistik der Kommunen liegt auch der Wirtschaftlichkeitsgrundsatz zu Grunde. Er bedeutet, dass mit den vorhandenen Mitteln möglichst viele Aufgaben erledigt werden sollen, und dass die einzelne Aufgabe dabei möglichst kostengünstigst realisiert werden soll. Das jährlich erscheinende Schwarzbuch des Bundes der Steuerzahler belegt, dass wirtschaftliches Handeln keine Frage des Buchhaltungssystems ist. So gibt es in den Ländern, in denen bereits doppisch gebucht wird, Steuerverschwendung genau so, wie dies in den anderen Ländern der Fall war und ist.
Kameralistisch steht nicht das Eigenkapital im Mittelpunkt, sondern die Solvenz der Kommunen. Die Kommunen müssen jederzeit in der Lage sein, mit ihren „laufenden Einnahmen“ neben den „laufenden Ausgaben“ auch die ordentliche Tilgung der aufgenommenen Kredite zu bestreiten.
Die Bedeutung des Eigenkapitals ist nachrangig. Dessen Höhe wird sehr stark dadurch beeinflusst, ob man sich bestimmte freiwillige Aufgaben leistet oder nicht. Beispiel: Die jetzige Generation betreibt ein Freibad, kommende Generationen möchten dies nicht. Die Höhe des Eigenkapitals wird aber auch ganz wesentlich dadurch bestimmt, ob das Land auch in Zukunft Zuweisungen in gleicher Höhe gewährt, wie dies in der Vergangenheit der Fall war. Das Land gewährte in der Vergangenheit oft Zuweisungen in der Höhe von 60–80 %, ohne die vor allem kleinere Gemeinden nicht in der Lage gewesen wären, Investitionen zu tätigen.
In der Kameralistik erfolgt demgegenüber eine Aufstellung der Ist- und geplanten Einnahmen und Ausgaben nach Arten, beispielsweise Ausgaben für den Neubau einer Kindertageseinrichtung. Die Entwicklung des Eigenkapitals wird nicht direkt abgebildet. In der Doppik werden diese Einnahmen und Ausgaben in gleicher Höhe als Auszahlung in der Finanzrechnung sowie nach erfolgswirksamer Aufteilung auf die Geschäftsjahre als Aufwand und Ertrag erfasst. Damit werden die jährlichen Belastungen für den öffentlichen Haushalt – die nicht nur die Barauszahlungen umfassen – deutlicher. Gleichzeitig wird der Vermögenswert, sein Verzehr und ggf. auch seine Finanzierung über Fremdkapital im Rechnungswesen abgebildet. Aussagen dieser Art konnten im Rahmen der Kameralistik nur über zusätzliche Vermögens- und Schuldenrechnungen oder andere Zusatzrechnungen abgebildet werden. Um auch Planzahlen darzustellen, muss die Doppik um eine Planungsrechnung ergänzt werden.
Der öffentliche Haushalt ist zumeist geprägt von gesetzlichen Aufgaben wie Jugendhilfe- und Sozialleistungen. In diesen Bereichen eine Wirtschaftlichkeit zu erreichen bzw. Gewinne zu erzielen, kann nicht das primäre Ziel öffentlichen Handelns sein. Diese Kritik verkennt allerdings, dass auch und gerade bei Pflichtaufgaben der wirtschaftlichen Aufgabenerledigung ein besonderes Augenmerk zukommen muss, wenn auch das Finanzvolumen nicht so bedeutend ist. Insbesondere sollten aber den Entscheidungen über den öffentlichen Haushalt möglichst vollständige Informationen zu Grunde liegen. Diese zu liefern – und das kann nicht bestritten werden –, ist die Kameralistik alleine nicht in der Lage. Die Doppik liefert insoweit Vergleichsmaßstab zur Feststellung der Wirtschaftlichkeit, da zumindest interkommunale Vergleiche möglich werden.
Dem kann man entgegenhalten, dass der Staat in der Vergangenheit dies nicht gefordert hat. Wenn man eine Vollvermögensrechnung gemacht hätte, dann wäre dies auch kameral möglich gewesen. Bestritten wird auch, dass die gewonnenen Informationen kommunalpolitisch immer verwertbar sind.

## Kritik
Der Sinn des NKF wird gelegentlich bestritten:
Die mit der Doppik häufig verbundene vollständige Vermögensrechnung erhebt zum Teil mehr Zahlen als benötigt werden. Viele Entscheidungen können bereits durch entscheidungsbezogene Wirtschaftlichkeitsberechnungen und Messzahlen zur Organisation (Kapazität und Arbeitsanfall) hinreichend unterlegt werden. Eine Kosten- und Leistungsrechnung läuft ohne Kenntnisse sinnvoller Anwendung und Begrenzung Gefahr permanent Zahlen zu erzeugen, ohne dass Entscheidungsbedarf gegeben ist.
Die Doppik legt Zahlen zur kommunalen Verschuldung offen, so dass der Handlungsspielraum der Politik eingeengt werden kann.
Allerdings legt die Kameralistik diese Zahlen auch offen. So schreibt der Gesetzgeber eine Schuldenübersicht zwingend vor. Aus dieser ist der Schuldenstand zu Beginn und am Ende des Jahres zu ersehen.
Mit dem Konzept der Doppik ist auch verbunden, dass bestimmte Entscheidungsbefugnisse von der Politik auf die Verwaltung übertragen werden sollen. Hier stellt sich die Frage, ob die Politik es dulden wird, wie ein Aktionär behandelt zu werden, der nur globale Zahlen und keine Entscheidungen und Informationen zu Einzelmaßnahmen vorgelegt bekommt oder – durch Rückholung einiger Kompetenzen an den Rat – die Möglichkeit genutzt wird, sich und die Öffentlichkeit umfassend über die Finanzsituation der Kommune zu informieren.
Die Kameralistik ist heute als Planrechnung zu kennzeichnen. Eine Doppik, die an die Stelle der Kameralistik tritt, wäre ebenfalls als Planrechnung (Finanzplan, Vermögensplan und Plankostenrechnung) auszulegen, um den gleichen Zweck wie die Kameralistik erfüllen zu können. Eine solche Umstellung gestaltet sich kostenträchtig und zeitaufwändig, auch wenn wesentliche Verfahrensweisen und auch Software aus dem bewährten System der kaufmännischen doppelten Buchführung mit einigen Anpassungen übernommen werden können.
Allerdings wird kritisiert, dass die kommunale Doppik zu komplex ist, und von den ehrenamtlich tätigen Gemeinderäten nur schwer zu verstehen ist. Beispielsweise kehrte die Gemeinde Niederwerrn als erste Gemeinde in Unterfranken/Bayern von der Doppik wieder auf die Kameralistik zurück.